# Salomon Mesdach

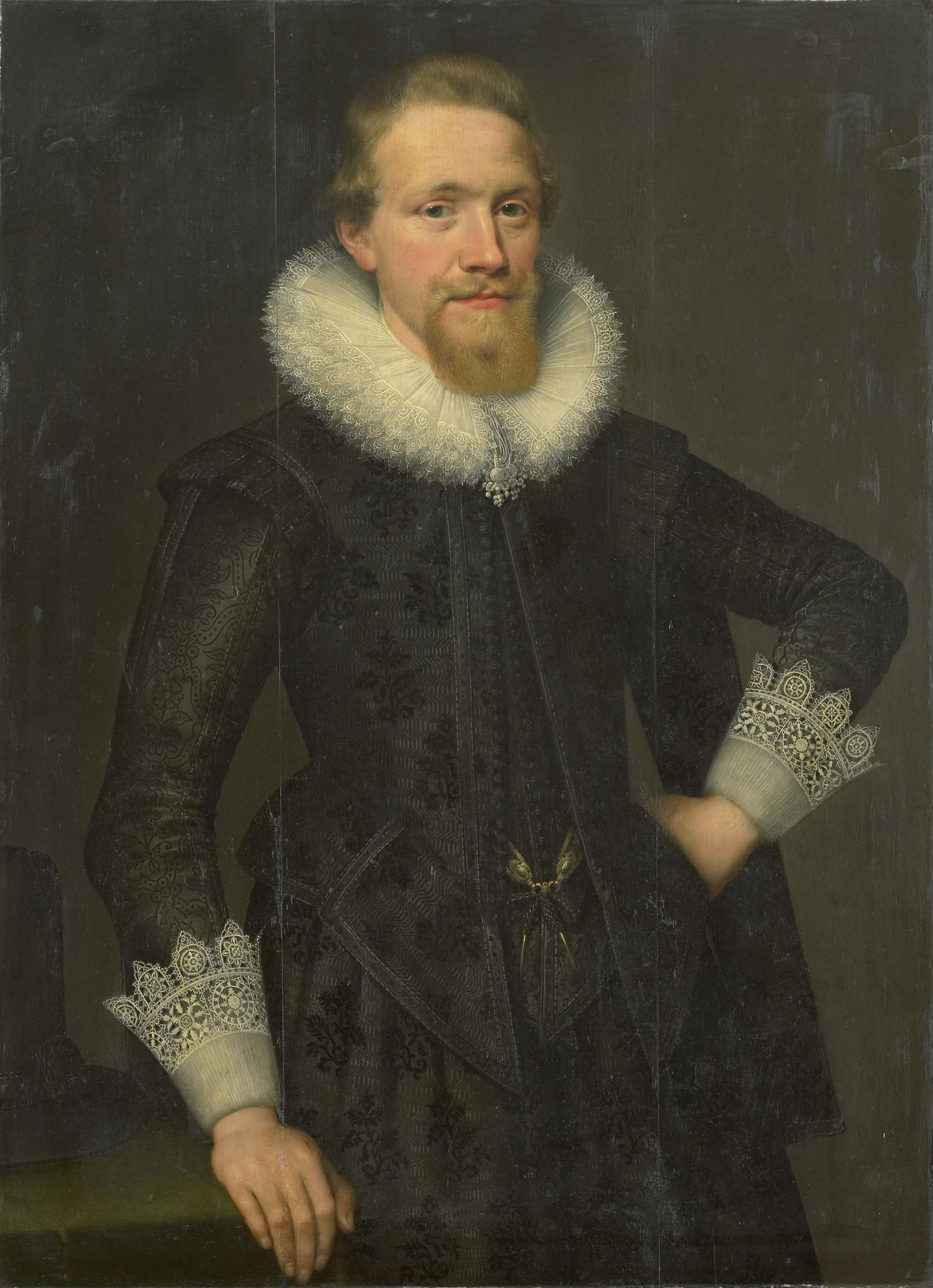
Portret van Jacob Pergens. 1619. Amsterdam, Rijksmuseum Amsterdam.

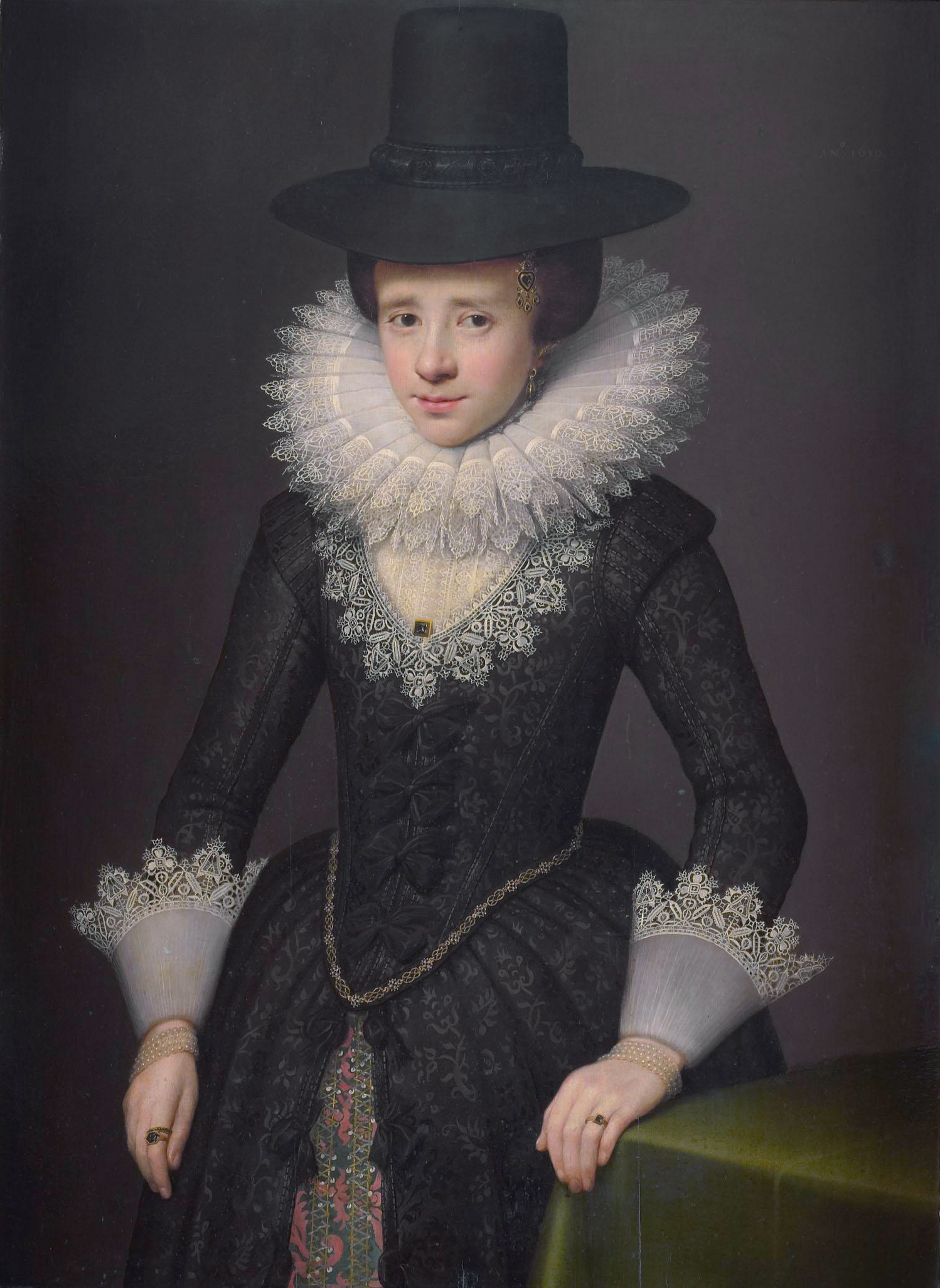
Portret van Anna Boudaen Courten. 1619. Amsterdam, Rijksmuseum Amsterdam.

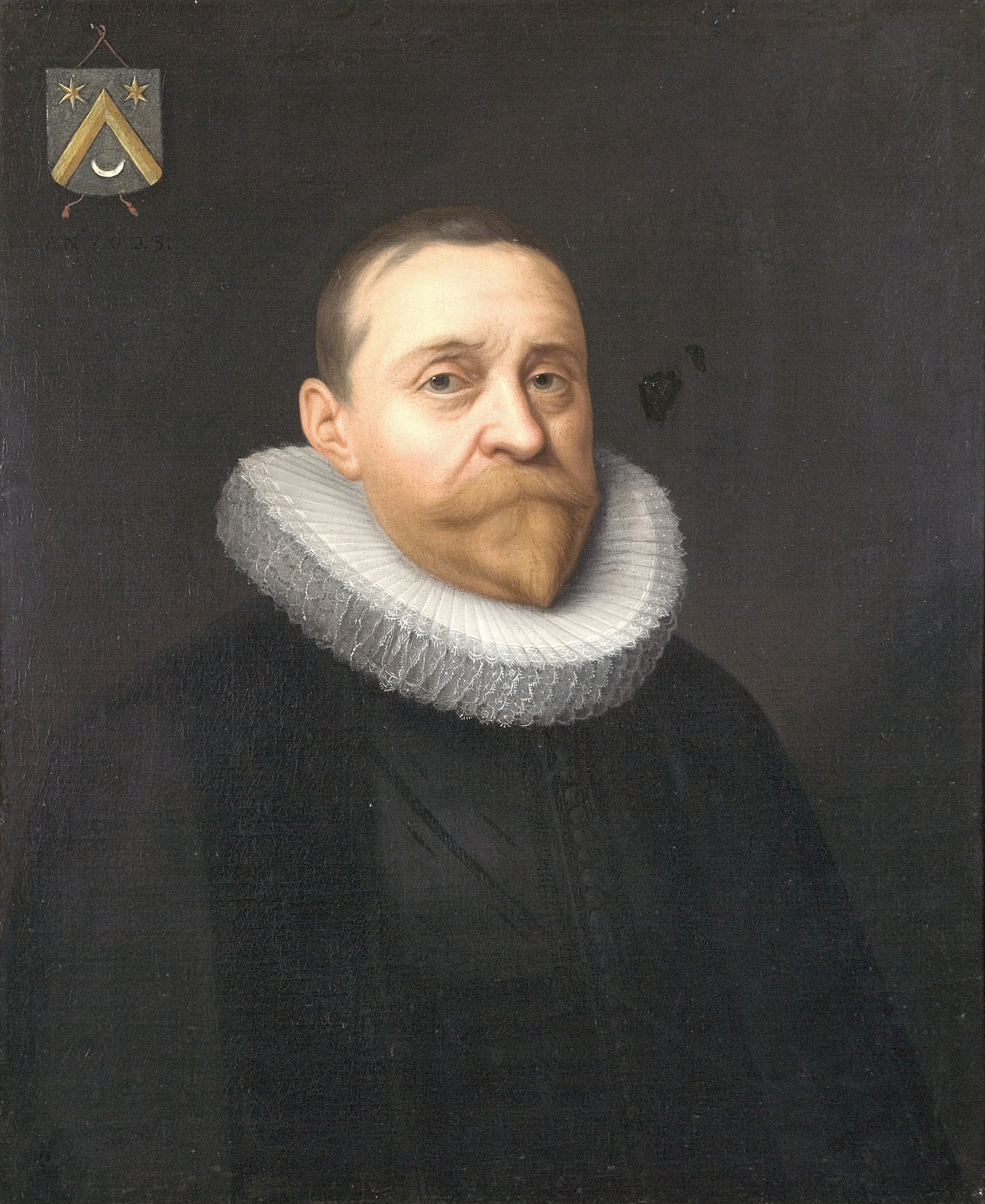
Portret van Apolonius Ingelz, burgemeester van Vlissingen en later gecommitteerde Raad van Zeeland. 1623 Vlissingen Collectie: Zeeuws maritiem muZEEum

Salomon Mesdach (ca. 1600 – na 1632) was een Nederlands portretschilder behorend tot de Hollandse School.
Hij was actief in Middelburg van 1617 tot 1632. Van hem zijn een vijftiental werken bekend, die zich bevinden in de collecties van het Rijksmuseum Amsterdam (8 werken, alle toegeschreven aan Salomon Mesdach), het Haags Historisch Museum (Portret Guillaume Sweerts en familie), het Städel Museum (1 werk), het Zeeuws maritiem muZEEum (1 werk), het Musée des Beaux-Arts van Valencijn (Portret Adriana van Nesse), en verschillende privéverzamelingen.
- Biografisch Portaal: 35604775
- RKD-Nederlands Instituut voor Kunstgeschiedenis: 55467
- Union List of Artist Names: 500032910
- Virtual International Authority File: 95884228